# Stathern
Stathern är en civil parish i Storbritannien.   Den ligger i grevskapet Leicestershire och riksdelen England, i den sydöstra delen av landet, 160 km norr om huvudstaden London.